# Facundo Gigena
Pas d'image ? Cliquez ici

a Compétitions nationales et continentales officielles uniquement.

b Matchs officiels uniquement.
Dernière mise à jour le 4 mai 2025.
Facundo Gigena, né le 15 septembre 1994 à Córdoba (Argentine), est un joueur international argentin de rugby à XV évoluant aux postes de pilier à la Section paloise.

## Biographie

### Débuts en Argentine
Formé au Tala Rugby Club, Gigena a représenté l'Argentine aux niveaux des moins de 18 et moins de 19 ans avant d'être sélectionné avec les moins de 20 ans qui ont participé aux Championnats du monde junior en 2013 et 2014. Il fait ses débuts internationaux seniors lors d'un match contre le Chili à Santiago le 4 juin 2016 et a également marqué son premier essai lors d'une victoire 87-12 pour son équipe.

### Carrière en Europe
Facunfo Gigena signe pour les Leicester Tigers le 19 janvier 2018. Il fait ses débuts contre les Cardiff Blues lors d'un match de Coupe anglo-galloise le 27 janvier suivant. Il est libéré par son club le 8 février 2021,.
Après son départ des Leicester Tigers, il signe pour les London Irish jusqu'en 2023.
Au début de la saison 2023-2024, il s'engage avec la Section paloise. Fort de huit sélections avec les Pumas et ayant joué près d'une centaine de matchs en Premiership sous les couleurs de Leicester et de London Irish, Gigena s'engage en tant que joueur supplémentaire pour la saison 2023-2024.
En août 2024, il rejoint le Stade niçois rugby en tant que joker médical.